# 小関亨
小関 亨（おぜき とおる）は幕末の平戸藩士、明治時代の官僚、実業家。平戸藩権大参事、長崎県第81大区長、第九十九国立銀行頭取等を務め、西海捕鯨に関わった。剣道・謡曲にも通じた。

## 生涯

### 平戸藩
文政12年（1829年）平戸藩士小関三七の子として生まれた。幼名は治作、後に与右衛門。部屋住みとして藩主の近習を務めた後、松浦静山の下で小納戸頭、勘定奉行、大坂留守居等を歴任した。
文久3年（1863年）の攘夷令では浅山純尹と共に平戸瀬戸の砲台築造に従事し、大村藩・佐賀藩の計画にも関わった。
慶応3年（1867年）の大政奉還時には大坂留守居を務めており、先に京都入りして藩主を迎えた。慶応4年（1868年）1月の鳥羽・伏見の戦いの時には京都にあり、暗峠・奈良に出兵した諸隊の慰労使を務めた。2月明治天皇が二条城に行幸した際、大砲隊を率いて藩主に同行した。大坂留守居に戻った後、4月公議人に任じられ、10月上京し、会津藩・仙台藩等の処遇についての諮問に回答した。

### 明治政府
明治2年（1869年）1月東京に移り、集議院に出仕した。7月藩治職制改革のため帰藩した後、12月再び上京し、藩権大参事に就任した。明治3年（1870年）5月他の公議人と明治天皇に謁見し、9月藩制に係る任務のため帰藩した。明治4年（1871年）7月廃藩置県により上京し、11月長崎県設置により失職し、帰郷した。明治5年（1872年）3月長崎県九等出仕となったが、5月辞職した。
1873年（明治6年）1月長崎県第81大区（旧平戸城下）区長となり、郡中勧業掛・学区取締を兼ねた。8月第83大区で徴兵令反対一揆が起こると、権区長成田辰雄等と共に鎮撫に当たった。1874年（明治7年）2月佐賀の乱が起こると、県庁警備のため旧藩士卒を集めて2小隊を編成し、県庁に引き渡した。4月区長・兼務を辞任した。

### 銀行・捕鯨事業
1878年（明治11年）国立銀行を創立して頭取となり、1879年（明治12年）2月第九十九国立銀行として開業したほか、養蚕製糸業・捕鯨業も手がけた。
1879年（明治12年）牟田部佃と平戸捕鯨会社を設立し、生月村字御崎捕鯨場・字本浦マグロ網代や、魚目村西村房次郎と共同で大浜村黄島網代で操業し、ザトウクジラ・ナガスクジラ等を捕獲した。1882年（明治15年）平戸村字植松沖平戸瀬戸漁場を開発したが、1884年（明治17年）生月漁場の不振で経営難となり、倒産した。1886年（明治19年）1月銀行頭取を辞職し、浅山純尹を後任とした。
1894年（明治27年）旧平戸捕鯨関係者木山金作・木田長十郎・副島清三郎と共に西彼杵郡平島銃殺捕鯨組に出資し、銃殺捕鯨を行った。1895年（明治28年）1月本浦マグロ網代再開のため借区を出願したが、許可されなかった。
1898年（明治31年）根室に移住し、函館・弘前でも活動した。1910年（明治43年）6月帰郷し、1912年（明治45年）1月30日中風により84歳で死去した。

## 著書
- 『謡曲五十余年』 - 1905年（明治38年）6月能楽館刊。この時の住所は根室国根室町大字本町三丁目6番地[12]。

## 特技
幼くして父三七に剣道を学び、皆伝を受けて指南役を継いだほか、田村文右衛門に関口流柔道を学び、高弟となった。また、友人早田治助に漢学、浅山純尹に和学を学び、漢詩・和歌・囲碁を嗜んだ。
謡曲は喜多七大夫古能愛弟子某（自称独吟上人）に師事し、たまに喜多座地頭池田平左衛門宅にも通った。江戸勤番時代は高安弥兵衛・長次郎親子に観世流太鼓の出稽古を受け、嘉永2年（1849年）12月8日喜多六平太能静に「定家」「景清」「隅田川」謡の相伝を受け、江戸城西の丸御能や向島長命寺の月次囃子を見学した。函館では秋田県出身石川某と能で交流し、宝生流緒方某の付稽古を行った。弘前では第8師団将校方の謡会に参加し、遠江国出身宝生流小久保某と交流した。

## 家族
- 父：小関三七 – 松浦静山に心形刀流剣道の伝授を受け、松浦詮師範役を務めた[1]。